# فرهاد بشارتی (نوازنده)
فرهاد بشارتی نوازنده ساز قانون و آهنگساز اهل ایران است. وی در حال حاضر مقیم آمریکا است و با هنرمندان و نوازندگان مختلف همکاری دارد.

## زندگی و فعالیت
وی به خاطر اصالت ایرانی ساز قانون از کودکی به این ساز علاقه داشت و صدای این ساز را از طریق رادیوهای عربی کشورهای اطراف دنبال می‌کرد تا این که تصمیم گرفت آن را به‌صورت حرفه‌ای دنبال کند. طبق گفته خودش زمانی که در ایران ساز قانون را دست گرفت استادی خاصی را در ایران نمی‌شناخت و به همین دلیل دو سال فقط خودش روی این ساز کار کرد و همه زندگیش ساز قانون شد و شانس با وی یار بود و در یک محفل انوشیروان روحانی نوازندگی فرهاد را دید و در همان برنامه پیشنهاد داد برای ضبط چند کار موسیقی به رادیو برود و در آنجا بود که با سیمین آقارضی آشنا شد که نوازنده ساز قانون بود.
با پخش اجرای وی از رادیو آهنگسازان صدای سازش را شنیدند و از او دعوت کردند تا برای ضبط چند قطعه به استودیو برود و با «مصطفی مراد بختی» و علی‌اکبر صدیف که از نوازندگان قانون و شاید از اولین‌های فعال و پیشگامان حرفه‌ایی این ساز بودند، آشنا شد و این نقطه ٓاغاز پرواز او بود. بعدها قانونش را به ارکسترهای بزرگ و آوازخوانان صاحب نام در ایران و سرزمین‌های دیگر سپرد تا این ساز خوش صدای دربار ساسانیان، جایی در موسیقی جهان پیدا کند. چند سال هم در کشورهای حاشیه خلیج فارس، علاقه‌مندان بی شمار این ساز، میهمان اجراهایش بودند و سرانجام به لوس آنجلس رسید تا جایگاه تازه‌ای برای ساز و موسیقی اش دست و پا کند و اکنون چندین سال است که برای معرفی این ساز و قابلیت‌های منحصر به فرد آن می‌کوشد.
فرهاد بشارتی با ساز تخصصی خود، در خیلی از کشورهای عربی نوازنده شناخته شده‌ای است و آن گونه که خودش می‌گوید در آهنگسازی علاوه بر همکاری با نوازندگان چیره‌دست بین‌المللی با استیون اسپیلبرگ در فیلم «مونیخ» نیز به عنوان نوازنده همکاری داشته‌است تا برای این کارگردان، فضا و تم موسیقی عرب و فلسطینی را باز سازی کند.

## پخش از صدا و سیمای جمهوری اسلامی ایران
قطعاتی از آهنگ‌های ساخته و نواخته شده با ساز قانون توسط فرهاد بشارتی بارها بر روی آنتن صدا و سیمای ایران رفته و پخش گردیده‌است که البته اعتراضاتی هم از طرف منتقدان هنرمندان لوس آنجلسی داشته‌است.

## آثار
وی بعد از مهاجرت به آمریکا ، چندین آلبوم موسیقی بدون کلام منتشر نموده که عبارتند از:
.
- آلبوم Bird & Rain «پرنده و باران» شامل ۱۰ قطعه آهنگ

1. Careless Whispers
2. Baby
3. When I Dream at Night - وقتی که من شب خواب می‌بینم
4. Daryacheh Noor
5. Anden Voice
6. Maybe Some Day
7. Caliente
8. Journey
9. Bird & Rain
10. Unbreak My Heart

- آلبوم Zenith [۱۶]

1. Remember
2. Osiyan
3. Hotel California
4. Unbreak My Heart
5. Fragile
6. Taste Of Spain
7. Albiani
8. Modern Talking
9. Mokie Te Pa
10. Swimming Against The Tide
11. Fragile (Rio Mix)
12. You Sang To Me

- آلبوم Reflection - انعکاس
- آلبوم Blue Love - آبی عشق
- آلبوم Secret Garden - راز باغ
- آلبوم «رؤیای گمشده»
- آلبوم «اوج».[۱۷][۱۸]